# Solânea
Solânea est une ville brésilienne du nord-est de l'État de la Paraíba.
Sa population était estimée à 27 346 habitants en 2007. La municipalité s'étend sur 266 km2.